# Gawriil Konstantinowitsch Aiwasowski

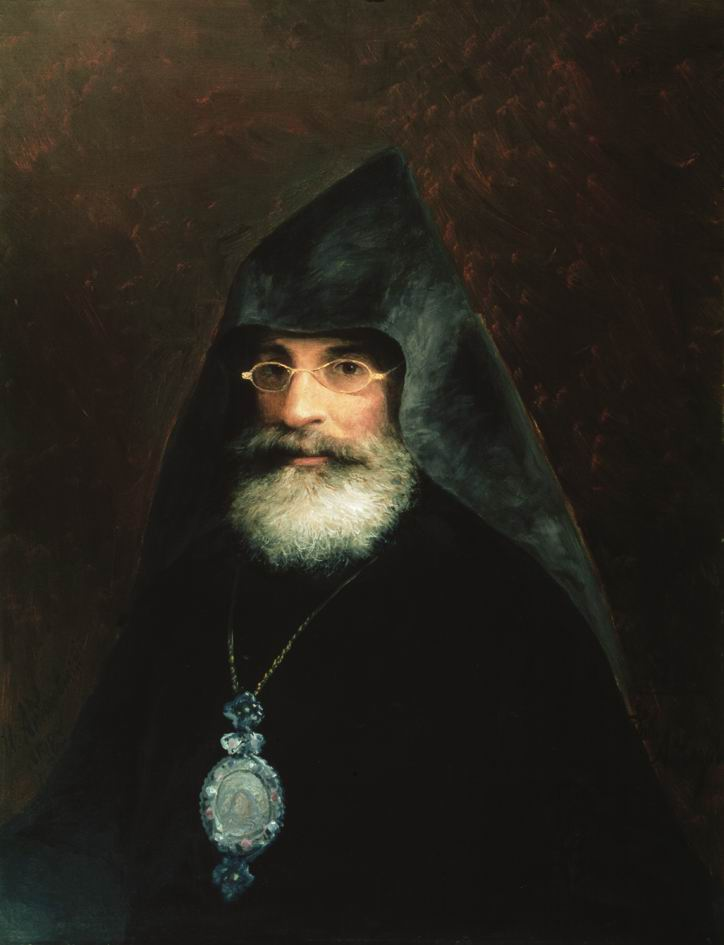
Gawriil Aiwasowski

Gawriil Konstantinowitsch Aiwasowski, armenisch Գաբրիել Հայվազյան, russisch Гавриил Константинович Айвазовский; (* 22. Mai 1812 in Feodosia, Krim; † 20. April 1879 oder 1880 in Tiflis, Georgien) war ein russischer Orientalist, Philologe und Schriftsteller der Neuzeit armenischer Abstammung.

## Leben
Aiwasowski entstammte einer armenischen Familie. Er war ein Sohn er Sohn des Kaufmanns Gevorg Aivazian, der sechs Sprachen sprechen konnte, aus Galizien stammte und nachdem er auf die Krim gezogen war, seinen Namen zu Konstantin Gaivazovsky russifizierte. Seine Mutter war eine Armenierin und hieß Ripsime. Aiwasowski hatte drei Schwestern und einen jüngeren Bruder Iwan Konstantinowitsch Aiwasowski, der Marinemaler wurde.
Aiwasowski wurde unter dem Taufnamen „Alexander“ in einer Zeit, als auf der Krim eine Pestepidemie ausgebrochen war, geboren. Er besuchte die armenische Pfarrschule, absolvierte die Bezirksausbildungsschule und ging dann in die Lehre bei dem Abt Minas, der ihn auf die Insel San Lazzaro bei Venedig schickte. Er erhielt seine gelehrte Bildung dort im Kloster der Mechitaristen. Im Alter von 18 Jahren legte er das Mönchsgelübde ab und erhielt den Namen „Gabriel“. Nach seinem Studium wurde er Lehrer der orientalischen Sprachen, der Philosophie und Theologie. Er beherrschte neben seiner Muttersprache Altgriechisch, Arabisch, Persisch, Französisch, Hebräisch, Italienisch, Latein und Russisch und verfügte über fließende Deutsch- und Englischkenntnisse. Seine Werke verfasste er überwiegend in Grabar. Im Jahr 1834 wurde er in den Rang eines Wardapet (eines hochgebildeten Mönchsoberen) erhoben und erhielt somit das Recht, das Wort Gottes zu predigen, auszulegen sowie zu lehren.
Bei einem Treffen der Brüder im Jahr 1840 in Venedig beschlossen sie gemeinsam ihren Nachnamen Gaiwazowsky zu schreiben und auszusprechen. 1848 begab sich Aiwasowski auf Vorschlag des Vatikans nach Paris, wo er Direktor des Samuel-Muradian-Lyzeums (Armenian College of Samuel Moorat oder Muradjan-Schule) wurde. In Paris gab er die illustrierte Zeitschrift La colombe du Massis (armenisch Մասյաց աղավնի Masyats Aghavni, deutsch ‚Taube von Masis‘, Die Taube des Ararat) in armenischer und französischer Sprache heraus und gründete um 1850 das armenische Filialkloster zu Grenelle bei Paris. Aiwasowski fungierte einige Jahre auch als Herausgeber der in armenischer Sprache erscheinenden wissenschaftlichen Zeitschrift Polyhistor (armenisch Բազմավէպ Basmaweb, deutsch ‚Universalgelehrter‘ der Polygraph). Zudem war er als Erzieher der Kinder des reichen ägyptischen Armeniers Artim-bej tätig.
Um 1857 beschloss Aiwasowski, der in diesem Jahr Besuch von seinem Bruder erhalten hatte, nach Russland zurückzukehren. Er trat zur gregorianischen Kirche über und wurde zum Leiter der armenischen Diözese in Bessarabien und Neu-Nachitschewan ernannt. Die in Russland lebende armenische Bevölkerung misstraute ihm und versuchte seinem guten Ruf zu schaden. Zu seinen erbittertsten Gegnern gehörten der Dichter Mikael Nalbandian und der Gelehrte Nasariantz, die ihn in der armenischen Zeitschrift Hyusisapayl (Nordlicht) scharf kritisierten. Hier lernte er den Kunstmäzen Harutiun Khalibian (Artemius Khalibov) kennen und gründete in seiner Vaterstadt eine Musterschule, zu deren Errichtung und Erhaltung ihm der reiche Armenier eine bedeutende Summe zur Verfügung gestellt hatte.  Gemeinsam mit seinem Bruder hielt er sich für einige Zeit in Moskau auf, um dort am Lazarev Institute für Orientalische Sprachen Erfahrungen in der Leitung einer solchen Einrichtung zu sammeln. Die Schule wurde auch von zahlreichen Schülern besucht, die sogar aus Konstantinopel und Kleinasien kamen. Da die Unterhaltung der Einrichtung jedoch sehr kostspielig war, musste sie wieder geschlossen werden. In Russland gab er weiterhin die Taube von Masis heraus, nun jedoch zusätzlich in Russisch. Diese musste er zehn Jahre später aus Mangel an finanziellen Mitteln einstellen. Er war Mitglied mehrerer gelehrter Gesellschaften wie der Société asiatique in Paris.
Im Jahr 1872 wurde er nach Etschmiadsin, dem Sitz der Armenischen Apostolischen Kirche, beordert und zum Direktor des Theologischen Seminars der neu gegründeten armenischen geistlichen Akademie von Gevorkian ernannt. Bald darauf wurde er Leiter der armenischen Diözese in Georgien und Imeretien und zum Erzbischof ernannt.

## Werke (Auswahl)
Aiwasowski war einer der Hauptmitarbeiter an Paschal Auchers großen armenischen Wörterbuch. Er übersetzte unter anderem die Fabeln von Iwan Krylov ins Armenische, die Werke armenischer Historiographen wie Moses von Choren und Agathangelos ins Italienische und italienische, deutsche und französische Bücher in seine Muttersprache.
- Abriß der Geschichte Rußlands. Venedig 1836 (armenisch).
- Geschichte des Ottomanischen Reichs. Venedig 1841, zwei Bände (armenisch).